# Siegfried Fürst
Siegfried Fürst (* 21. Mai 1889 in Hamburg; † nach dem 24. Oktober 1942 im KZ Auschwitz) war ein deutscher römisch-katholischer Kaufmann und Märtyrer jüdischer Herkunft.

## Leben
Siegfried  Fürst wuchs in Hamburg als Sohn jüdischer Eltern auf. Er wurde Verlagsangestellter. 1911 ging er nach Zeitz (Erzbistum Paderborn, später Bistum Magdeburg), heiratete und trat am 24. Dezember 1926 zum katholischen Glauben über. Am Morgen des 10. November 1938 wurde er im Rahmen der nationalsozialistischen Novemberpogrome 1938 verhaftet und in das KZ Buchenwald gebracht. Am 23. Dezember kam er frei und wohnte vorübergehend im Pfarrhaus in Zeitz bei Pfarrer Klemens Wittelsbach. Er floh nach Belgien und sollte am 11. Mai 1940 von Antwerpen aus mit dem Schiff nach Südamerika ausreisen, wurde aber durch den am 10. Mai begonnenen Westfeldzug daran gehindert. Am 20. Oktober 1942 kam er in das SS-Sammellager Mechelen, wurde zwei Tage später in das KZ Auschwitz transportiert und kam dort ums Leben.

## Gedenken
Die deutsche römisch-katholische Kirche hat Siegfried Fürst als Märtyrer aus der Zeit des Nationalsozialismus in das deutsche Martyrologium des 20. Jahrhunderts aufgenommen.